# Тысячелистник Клавены
Тысячелистник Клавены или тысячелистник клавена (лат. Achillea clavennae) — многолетнее травянистое растение; вид рода Тысячелистник семейства Астровые (Asteraceae), или Сложноцветные (Compositae).

## Ботаническое описание
Многолетнее травянистое растение высотой от 5 до 30 см. Надземные части растения, особенно листья, шелковистые, томентозные, бело-серого цвета. Стебли прямостоячие или восходящие.
Нижние стеблевые листья длинночерешковые, средние и верхние — бесчерешковые. Средние стеблевые листья перисто-лопастные или глубоко перисто-лопастные, с двумя-четырьмя сегментами на каждой стороне. Лопасти листьев обычно шириной от 1,5 до 5 мм, неразделённые или с двумя-тремя тупыми долями, зубцами или зубчиками.
Период цветения в северном полушарии — с июля по сентябрь. В одном соцветии, имеющем форму зонтика, от 6 до 25 корзинчатых соцветий, расположенных близко друг к другу. Диаметр цветочных головок составляет от 10 до 18 мм. Венчик чашевидный, высотой 5-6 мм. Прицветники с чёрно-коричневой каймой, многорядные, неравной длины, рыхло-шелковисто-волосистые, с выступающей центральной жилкой внизу. Листья метёлки ланцетные, заострённые, мембранозные, коричневатые, на кончике черноватые.
В головке цветка от пяти до восьми лучевых соцветий. Белые лучевые соцветия длиной от 4 до 6 мм, трёхлопастные. Многочисленные соцветия трубчатые и беловатые.
Семянки длиной около 2,5 мм, серые, блестящие, сильно сплюснутые и клиновидные к основанию.
Число хромосом 2n = 18.
Листья при измельчении источают ароматный, пряный запах. Как и большинство видов тысячелистника, Achillea clavennae содержит эфирные масла и горькие вещества ахиллеин и мосхатин.

## Распространение и среда обитания
Achillea clavennae встречается в Германии, Швейцарии, Австрии, Италии и юго-восточной Европе (Сербия, Словения, Босния и Герцеговина, Хорватия, Черногория, Албания).
Achillea clavennae — кальцефил, распространён в Известняковых Альпах, но в Центральных Альпах встречается редко. Предпочитает солнечные каменистые луга, расщелины скал и свежие, известковые, нейтрально-мягкие, богатые гумусом, рыхлые, каменистые суглинистые почвы. Achillea clavennae является характерным видом Seslerio-Caricetum sempervirentis из ассоциации Seslerion, но также встречается в растительных сообществах ассоциаций Thlaspeion rotundifolii или Potentillion caulescentis. Распространён на высоте от 1500 до 2500 метров, а на Монте Бальдо он также встречается в исключительных случаях на высоте 800 метров.

## Охранный статус
С 1980 года находится под особой охраной в Германии в соответствии с Федеральным законом об охране природы.

## Таксономия
Впервые вид был научно описан в 1753 году Карлом Линнеем. Видовое название clavennae дано в честь итальянского ботаника XV—XVI веков Николаса Клавенны из Беллуно. Он сообщил об этом растении в 1609 году, но Шарль де Леклюз уже наблюдал этот вид на Шнееальпе, Этшере и Дюрренштейне до него в 1574 году и описал его в 1583 году.